# 茫崖市
茫崖市（汉语拼音字母：Mangnaiin hôt；中原官话：Mang ngai），筹备设市时曾计划命名为尕斯浩特市，是中国青海省海西蒙古族藏族自治州下辖的一个县级市。得名於市境內茫崖湖。茫崖市地处柴达木盆地西北部，为中国重要矿区之一，西、北与新疆维吾尔自治区巴音郭楞蒙古自治州相连，面积49,890平方公里，常住总人口約2万人。市人民政府駐花土沟镇民族路60号。

## 历史
原为两个非正式的县级行政区：茫崖行政委员会和冷湖行政委员会。2018年2月22日，民政部批准茫崖行政委员会和冷湖行政委员会合并为县级茫崖市。

## 经济
茫崖经济以矿业为支撑，以石油、芒硝和石棉开采为主。青海油田2011年生产油气当量713万吨，实现经营收入174.6亿元，上缴税费43亿元。茫崖石棉矿系国家大型石棉采选联合企业，年生产能力12万吨。 
2021年，茫崖市地区生产总值为92.76亿元。

## 人口
根据第七次全国人口普查结果，现将2020年11月1日零时全市常住人口的基本情况公布如下：全市共有常住人口为18856人。
茫崖市有汉、蒙、藏、回、撒拉、土、满、东乡、维吾尔等17个民族。

## 交通

### 铁路
2020年7月1日，茫崖站正式启用，开通K9902次列车，茫崖至格尔木需5时02分。

### 航空
2021年，茫崖市海西花土沟机场共完成运输起降734架次，旅客吞吐量64747人次。

## 行政区划
茫崖市下辖3个镇：
花土沟镇、茫崖镇和冷湖镇。